# Forestburg
Forestburg is een plaats (village) in de Canadese provincie Alberta en telt 895 inwoners (2006).